# Fulko III. (Anjou)

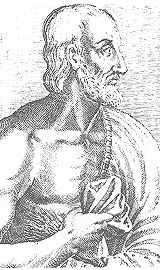
Darstellung Graf Fulkos III. aus dem 17. Jahrhundert

Fulko III. (franz.: Foulques, eng.: Fulk; * 972; † 21. Juni 1040 in Metz), nach seinem Tod Nerra oder der Schwarze genannt, war von 987 bis zu seinem Tode Graf von Anjou. Er entstammte dem ersten Haus von Anjou und war ein Sohn des Grafen Gottfried I. Graujacke (Geoffroy Grisegonelle) und dessen Ehefrau Adele von Vermandois († 974), Tochter des Grafen Robert von Meaux-Troyes.

## Leben
Fulko befand sich fast die gesamte Zeit seiner Herrschaft in militärischen Auseinandersetzungen mit seinen Nachbarn, welche zunächst den Tod seines Vaters zu nutzen suchten, um den von diesem erweiterten Einfluss Anjous im Westen Frankreichs zu beseitigen. Besonders der bretonische Graf von Rennes, Conan der Krumme, brachte das Anjou dabei in Bedrängnis. Im Jahr 990 eroberte Conan die von Anjou kontrollierte Grafschaft Nantes und nahm den Herzogstitel an. Fulko zog umgehend mit einem Heer in die Bretagne und siegte in der zweiten Schlacht von Conquereuil (992) über Bretonen und Normannen, Conan wurde im Kampf getötet.
Im Westen dadurch von einer Bedrohung befreit, wandte sich Fulko, eng im Bunde mit den kapetingischen Königen, gegen seinen östlichen Rivalen Odo I. von Blois. Diesen hatte Fulko bereits 990 angegriffen, indem er Saumur, Chinon und Blois brandschatzte, doch wurde er von Odos Gefolgsmann Gelduin von Saumur, welcher „Fuyons, der Teufel von Saumur“ genannt wurde, zurückgedrängt. Odo schlug im Winter 995 zurück, belagerte Fulkos Burg Langeais und konnte erst nach einer Intervention König Hugo Capets vertrieben werden. Nachdem Odo I. von Blois 996 starb, nutzte Fulko die Situation und überfiel erneut die Touraine, doch Odos Witwe Bertha heiratete noch im selben Jahr den neuen König Robert II. und bewog diesen, zugunsten ihrer Söhne aus erster Ehe Partei zu ergreifen, worauf Fulko seine Eroberungen wieder fallen lassen musste. Im Gegenzug nutzte Gelduin von Saumur Fulkos Abwesenheit während seiner ersten Pilgerreise 1002–1003, um dessen Land zu verwüsten und um die Burg Pontlevoy zu errichten, inmitten Fulkos Einflussgebiet in der Touraine.
Danach kam es zu einem länger andauernden Frieden zwischen Anjou und den Blois, den Fulko für einen intensiven Burgenbau (u. a. Loches, Montbazon, Montrichard, Montrésor) und eine weitere Pilgerreise (1008) nutzte. Die war nötig, weil Fulko kurz zuvor von Bischof Fulbert von Chartres exkommuniziert worden war, weil er den Pfalzgrafen Hugo von Beauvais, der ein Parteigänger von Blois war, während einer königlichen Jagdgesellschaft vor den Augen des Königs ermordet hatte. Diese erneute Abwesenheit nahm nun Odo II. von Blois zum Anlass eines erneuten Angriffes auf Fulkos Burgen in der Touraine, doch Fulko nahm sofort nach seiner Rückkehr den Kampf auf. In der Schlacht bei Pontlevoy (1016) entging Fulko nur knapp einer Niederlage und konnte erst nach dem Eingreifen des Grafen Herbert I. Wachhund von Maine Odo zur Flucht nötigen. Alle gefangengenommenen Feinde ließ er erschlagen. 1026 griff Fulko selbst seinen Rivalen an und eroberte nach einem Nachtmarsch und kurzem Kampf dessen mächtige Burg Saumur, deren zugehörige Stadt er niederbrennen ließ. Dabei soll er auf einem Grabhügel stehend gerufen haben: „Heiliger Florentius, lass sie verbrennen. Ich werde dir ein besseres Heim in Angers bauen.“ Als aber die Überführung der Reliquie des Heiligen nach Angers Schwierigkeiten bereitete, erklärte er ihn zum Bauerntölpel, der seiner Stadt nicht anstehe, und sandte die Überreste zurück nach Saumur.
In den Jahren 1031 bis 1033 war Fulko dem König Heinrich I. ein Rückhalt während der Opposition der Königin Konstanze und deren jüngerer Söhne, die sich mit Odo von Blois verbündet hatten, und belagerte dabei Sens. Gemeinsam mit dem Normannenherzog Robert dem Prächtigen begab sich Fulko 1034 auf seine dritte Reise nach Palästina, die Macht in Angers übernahm stellvertretend für ihn sein Sohn. Diesen konnte Fulko nach seiner Rückkehr erst mit Gewalt zur Aufgabe der Regentschaft zwingen, nachdem sich Gottfried zunächst geweigert hatte. Danach befehdete Fulko weiterhin seinen Rivalen Odo von Blois und eroberte die Burg Saint-Aignan, deren Burgherr Gottfried von Donzy er gefangen nahm und später hinrichten ließ.
Fulko starb am 21. Juni 1040 in Metz, nachdem er sich auf seine vierte Pilgerreise begeben hatte.
Neben seinen kriegerischen Aktivitäten war Fulko ein bedeutender Bauherr. Von 987 bis 1040, seiner Regierungszeit, ließ er mehr als hundert Burgen, Donjons und Klöster errichten, darunter 1007 die Abtei von Beaulieu-lès-Loches (Belli Locus), in der er bestattet wurde, oder die 1020 gestiftete Abtei von Saint-Nicolas bei Angers. Viele der Klostergründungen folgten auf gewaltsame Übergriffe gegen die Kirche. Weiterhin unterstützte er den Bau der Kathedrale von Angers.

## Der Schwarze
Fulko war bekannt für seine gewalttätige Natur, in der ihm allerdings viele seiner Zeitgenossen in nichts nachstanden, ebenso wie für seine Bußfertigkeit, die ihn zu vier Pilgerfahrten in das Heilige Land (1002, 1008, 1034, 1040) veranlasste.
Erdoes schreibt: „Fulko von Anjou, Plünderer, Mörder, Räuber und Meineidiger, ein wirklich schrecklicher Charakter von teuflischer Grausamkeit, gründete nicht nur eine, sondern zwei große Abteien. Dieser Fulko war angefüllt mit grenzenloser Leidenschaft, ein extremes Temperament. Wann immer er die geringste Unstimmigkeit mit einem Nachbarn hatte, fiel er in dessen Land ein, verwüstend, plündernd, vergewaltigend und tötend, nichts konnte ihn aufhalten, am wenigsten die Gebote Gottes.“
Fulko schreckte vor keiner Grausamkeit zurück, bekannt machte ihn dabei das Schicksal seiner ersten Ehefrau Elisabeth, welches in der Chronico Monasterii Sancti Albini Andegavensis überliefert wurde. Elisabeth war eine Tochter des Grafen Burchard I. des Ehrwürdigen von Vendôme, der durch diese Ehe Fulko als Bündnispartner gegen den gemeinsamen Feind Blois gewinnen wollte. Elisabeth gebar ihrem Mann eine Tochter, doch Fulko hatte sich einen Sohn gewünscht. Im Glauben, Elisabeth könne ihm keinen Stammhalter schenken, betrieb er ihre Verstoßung. Um für eine neue Ehe frei zu werden, bezichtigte Fulko seine Ehefrau des Ehebruchs mit einem Ziegenhirten und erkannte die Tochter als Elisabeths Bastard an. Doch statt auf einen kirchlichen Dispens für eine Scheidung zu warten, nahm Nerra sich selbst der Angelegenheit an und ließ Elisabeth in ihrem Hochzeitskleid vor der Bevölkerung von Angers verbrennen. Wenige Tage danach wurde die Stadt selbst von einer Feuersbrunst zerstört. Das Volk wie auch der Graf sahen darin eine Strafe Gottes, nach der sich Fulko ein erstes Mal auf eine Pilgerreise nach Jerusalem begab.
„Vom Teufel kamen sie – zum Teufel werden sie zurückkehren…“, so urteilte einst der normanno-walisische Chronist Giraldus Cambrensis über die von Fulko dem Schwarzen abstammende Dynastie Plantagenet. Gerald überlieferte die Legende, wonach die Plantagenets von einer Frau Fulkos abstammten, die sich bei ihrem Mann darin verdächtig machte, dass sie stets den Besuch der heiligen Messe mied. Als Fulko sie zu einem Kirchgang zwingen wollte, ergriff sie ihre zwei Söhne und flog mit ihnen aus einem Fenster der Kirche davon. Richard Löwenherz selbst bediente sich seit etwa 1175 dieser Legende: „Wen wundert es, wenn wir nicht die natürlichen Empfindungen des Menschengeschlechtes haben,…, wir kommen vom Teufel und wir müssen wieder zurück zum Teufel.“ Spätere Versionen dieser Erzählung wurden mit der Sage von der Fee Melusine verwoben.
Neben der Titulierung als Consul verglich der Autor der Gesta Ambaziensium Dominorum (Taten der Herren von Amboise) Fulko mit dem römischen Diktator Gaius Iulius Caesar, indem er Fulko in einer Interpretation von Sallusts Coniuratione Catilinae als „den anderen Caesar“ bezeichnete. Dabei wird ihm sein langjähriger Rivale Odo II. von Blois als Cato der Jüngere gegenübergestellt.

## Ehen und Nachkommen
Fulko heiratete noch vor dem Jahr 990 Elisabeth von Vendôme († Dezember 999), Tochter des Grafen Burchard I. von Vendôme und der Elisabeth von Melun. Aus dieser Ehe ging die Tochter Agnes († 26. Februar 1033/35) hervor. Nach dem erbenlosen Tod ihres Onkels mütterlicherseits, Renaud († 1017), wurde Agnes die rechtmäßige Erbin der Grafschaft Vendôme. Durch ihre Ehe mit Bodo von Nevers († 1023) gelangte dieses Lehen so in den Besitz des Hauses Monceaux.
In zweiter Ehe, die um 1000 geschlossen wurde, war Fulko mit Hildegard verbunden. Hildegards genaue familiäre Herkunft ist unklar, doch wird sie häufig mit der Familie der lothringischen Sundgaugrafen in Verbindung gebracht. Hildegard gründete 1028 die Abtei Saint-Marie de Ronceray, in welche sie nach dem Tod ihres Mannes als Nonne eintrat. Sie starb am 1. April 1046 während einer Pilgerreise in Jerusalem und wurde in der Grabeskirche bestattet. Beider Kinder waren:
- Gottfried II. Martel (* 1006; † 1060), seit 1032 Graf von Vendôme, seit 1033 von Saintonge, seit 1040 von Anjou und seit 1044 von Tours
- Ermengarde (gen.: Blanche; * um 1018; † 18. März 1076)

1. ⚭ um 1035 Graf Gottfried Ferréol von Gâtinais († 1043–46), beider Nachkommen sind die Plantagenets
2. ⚭ um 1047 Herzog Robert I. von Burgund (* 1011; † 1076), Sohn des Königs Robert II. der Fromme